# 中村真木
中村 真木（なかむら まき）は、山口県生まれの日本人芸術家（彫刻家・画家・空間デザイナー）。国際現代美術界において、主に大理石を素材として、その伝統的技術を通じ、都市の枠組みに注視しながら制作活動をしている。中村の東洋的着想の具体化から「空」を生み出すパラドックスは、禅の思想につながっていると言われている。
中村は「大理石は地球の骨である」と唱え、自然が生んだ素材の緻密さと、その美しさ・力強さに惹かれて、「自然」をテーマに制作している。地球の内部から外に向かって伸びてゆく木々や、植物・風、命の媒体としての水の動きに魅了され「生命力」を題材として、造形の在る生活空間の大切さと、時を超えて未来に生きながらえる「形と表現」を探求している。日本美術家連盟会員。

## 経歴

### 誕生から1983年まで　日本からイタリアへ
山口県に生まれる。両親の仕事のため、7歳よりイタリアに暮らし、幼少期をローマで過ごす。ミケランジェロやベルニーニなどの作品がみられる教会や美術館、噴水等、多くの大理石彫刻に触れて育ち、立体造形への憧れを覚える。中学で日本に帰国し、高校2年から再びイタリアに渡りローマの美術アカデミーに入学、巨匠ファッツイーニに師事した。1967年に卒業後、パリのエコール・ド・ボーザールに留学したが、程なく1968年のパリ5月革命に巻き込まれて大学は閉鎖された。このためイタリアに戻り、初めて、パリの彫刻家たちに勧められた大理石の産地カッラーラに赴く。
大理石彫刻では世界的に知られたスタジオ・ニコーリ（1863年設立）に入り、大理石職人達から直接技術指導を受ける。当時工房に作品制作の注文をしていた著名なアーテイスト、ルイーズ・ブルジョワや、ヴァンジ等と知り合う。1970年、帰国して東京芸術大学大学院彫刻科に入学、淀井敏夫教授に師事する。1972年修了後、大理石による制作を続けるためカッラーラに工房を構え、日本との往復を重ねる。
1977年にローマのギャラリーシュナイダーにて初個展開催。カッラーラで制作し、ピエトラサンタやトスカーナの展覧会に出品しながら活動を続けた。1983年、初めての公共芸術として横浜勧行寺中坪に16トンの大理石彫刻を制作する。「自然は植物も水も生命のシンボル」として、27平米に波の動きや波紋をかたどった。

### 1987年　アメリカへ
「新たな表現が思想や文化全体の中心地であるアメリカで自分を試したい。カツラーラで学んだ技術や表現法などがアメリカでどのように受け取られるのか知りたい」と考え、1987年、国際ロータリー財団職業研修奨学金を得て渡米した。ボルチモアのメリーランド・インスティテュート大学院で一年間制作中、ロータリー財団などで講演も行い、フィラデルフィア大学ではジョー・モスに出会って環境彫刻に興味を持つようになった。また、当時ニューヨークで活動していた彫刻家・新妻実の企画によるニューヨーク石彫刻ソサエティによる展覧会に招待され、その作品がブルーヒル文化センターに設置される。1989年にアメリカからカッラーラの工房に戻り制作を続けた。

### 1993年　京都伏見・月桂冠本社ビルの中庭制作以降
1993年、京都伏見月桂冠本社ビルの中庭を花崗岩にて制作した。1994年には、滋賀県の安土文芸の里公園デザイン及び総合管理を委託され、安土の歴史に関連した公園5000平米のデザインを完成。この公園のために、国際彫刻公募展を企画する。1995年、安土文芸セミナリオホールに『生命の木』、セミナリオ中庭に噴水、大阪キーエンス本社ビルに作品制作をした。1996年には高知県の町立ホテルにの一枚板大理石（2.65x2.9x0.32メートル）の『未来への門』を設置する。
1997年大阪の新藤田ビルモニュメント『Passaggio』（3x7x7メートル 50トン）のビアンコ・カッラーラ大理石で制作。後に同作品が第3回大阪パブリックアートを受賞し、大阪工業会によるサクラアートミュージアムでの受賞者展を開催、合わせてミラノ・カルタ出版よりミラノ・基督教大学美術史教授及び美術評論家のルチアーノ・カラメル監修『トータルな表現としての彫刻』が出版される。翌年、同モニュメントが大阪アメニティー表彰を受賞。同年、大阪住都公団関西支社ビル、安土町立図書館などに制作。1997年『生命の木VI』を阪神淡路大震災復興を祈り神戸新司法書士会館へ寄贈した。

### 東日本大震災義援展　イタリア・アマトリーチェ市地震被災義援展
2000年、イタリア・モレッティ・グループ・サードミレニアム国際彫刻コンペティションで約800人中10人の一人に選ばれて実物大モニュメントを制作、リレ・シヤトーグループ・アルベレータ・ホテルに設置された。その後2006年に10人の受賞者最終選考が行われて2位を受賞した。
2011年3月11日、東日本大震災当日に一時帰国していた日本からイタリアへ到着。タクシーに乗りラジオに流れる大地震の報道で初めて状況を知ることになる。すぐに現地に住む日本人友人の協会の援助を得て、アーテイストや友人達に声をかけ、被災地援助のための義援展を企画。カッラーラ市と交渉の末、現代美術館を借りる事に成功して美術展・オークションを準備した。15ヶ国に及ぶ83人のアーテイスト達が参加、売り上げ約830万円を日本赤十字に寄付した。2013年、カッラーラ市より社会及び文化に貢献した女性に与えられる「国際女性年3月8日賞」 受賞。2016年、中央イタリア・アマトリーチェ市地震被災地のため、東日本大震災の時の援助に感謝の意を含めての義援展を企画した。

## 主な展覧会
- 1997年　神奈川県大磯滄浪閣『ロマンティシズムの音楽とマーブルの現代彫刻』
- 1997年　ドイツ・バーベン・ハウゼン展
- 2005年　神奈川県茅ケ崎市立美術館　森光子・中村真木　二人展
- 2008年　グッビオ・ビエンナーレ（イタリア）
- 2011年　イタリア・リーメンアルテ国際彫刻展2011
- 2018年　ガレリアドゥオーモ画廊・個展（イタリア・カッラーラ）
- 2018年　オリエアート・ギャラリー東京　個展
- 2019年　ネパール・スリジャーナ国際彫刻シンポジューム
- 2019年　『刻、刻、刻』　個展　東京ヒルサイドテラス
- 2020年　明治神宮鎮座100年祭奉祝奉納展『神宮の杜に集う彫刻家たち』